# Chengdu J-36
Die Chengdu J-36 (chinesisch 歼-36 Jiān sānliù) ist der provisorische Name für ein neues bemanntes Kampfflugzeug der fünften oder sechsten Generation des Unternehmens Chengdu Aerospace Corporation (CAC) in China. Es handelt sich dabei um das erste bekannte schwanzlose Flugzeug chinesischer Produktion, das über Tarnkappeneigenschaften (engl. Stealth) verfügt. Das Flugzeug absolvierte einen Flug spätestens im Dezember 2024.

## Beschreibung
Das Flugzeug ist ein sehr großes Kampfflugzeug oder ein kleiner Bomber mit hoher Reichweite. Es verfügt offensichtlich über zwei kleinere und einen großen Waffenschacht. In Kombination mit Langstreckenwaffen wird die J-36 als Gefahr für die amerikanische Luftbetankungsflotte gesehen, sie kann im Hauptschacht aber auch große Waffen für Bodenziele mitführen.
Ungewöhnlich sind die drei im Flugzeug verbauten Triebwerke. Es verfügt über kein Seitenleitwerk oder Höhenleitwerk und hat einen Doppeldelta-Flügel. Spätestens Mitte 2021 war ein Flugzeug dieser Form erstmals auf Satellitenbildern zu sehen und China gab 2023 Informationen zu einem solchen Konzept frei. Beim vermutlich zweiten Flug im März 2025 war ein „Diverterless Supersonic Inlet“ als Lufteinlass für die Triebwerke beschrieben worden. Dieser Lufteinlauf ist auf dem Rücken des Flugzeugs, zwei weitere sind seitlich angebracht.
Im Cockpit sind zwei nebeneinander liegende Sitze, wie bei der Su-34.